# Parada pingwinów
Parada pingwinów (est. Pingviinide paraad) – estoński krótkometrażowy film animowany z 2002 roku w reżyserii Riho Unt i Julii Pihlak.

## Obsada (głosy)
- Aleks Tenusaar
- Maria Kasepalu-Joffe

## Fabuła
Na pewnej wyspie turyści zebrali się, żeby zobaczyć rzadkie zjawisko przyrody. Tysiące pingwinów maszeruje w bliżej nieokreślonym kierunku. Historia o młodym człowieku, który w absurdalnej sytuacji, dopóki wierzy w szczęśliwe rozwiązania, wciąż pozostaje człowiekiem.

## Nagrody
- 2003: Najlepszy film animowany na Międzynarodowej Panoramie Niezależnych Reżyserów w Thessaloniki (Grecja)
- 2003: Udział w Międzynarodowym Festiwalu Animacji Brazylii Anima Mundi (Brazylia)
- 2003: Udział w Międzynarodowym Festiwalu Animacji w Melbourne (Australia)